# 北海道伊達高等学校
北海道伊達高等学校（ほっかいどうだてこうとうがっこう、Hokkaido Date High School）は、北海道伊達市にある公立（道立）の高等学校。1922年（大正11年）に設立された有珠郡伊達女子職業学校を前身とする。北海道虻田高等学校ならびに北海道有朋高等学校通信制課程の協力校である。2021年４月に北海道伊達緑丘高等学校と統合し、本校の敷地建物を使用した新設校「北海道伊達開来（かいき）高等学校」が開校した。

## 沿革

### 北海道伊達高等女学校
- 1922年7月5日 - 有珠郡伊達女子職業学校（村立）の設立が認可される[3]。
- 1926年4月13日 - 修業年限を4年に変更[4]。
- 1942年12月11日 - 校名を伊達高等家政女学校に変更する[5]。
- 1946年3月31日 - 校名を北海道伊達高等女学校に変更する。
- 1948年3月31日 - 学制改革により北海道伊達女子高等学校（新制高等学校）に移行。
- 1949年3月31日 - 北海道伊達高等学校（道立）と統合により閉校。

### 北海道庁立伊達中学校
- 1941年2月28日 - 北海道伊達中学（町立）の設立が認可される[6]。
- 1945年3月31日 - 道立に移管され、校名を北海道庁立伊達中学校に変更する。
- 1948年
  - 3月31日 - 学制改革により北海道伊達高等学校（新制高等学校）に移行。
  - 11月30日 - 虻田分校を開設する。（1952年11月1日に北海道虻田高等学校として独立する）
  - 12月6日 - 壮瞥分校を開設する。（1952年11月1日に北海道壮瞥高等学校として独立する。）
- 1949年3月31日 - 北海道伊達女子高等学校との統合により閉校。

### 北海道伊達高等学校
- 1949年3月31日 - 北海道伊達高等学校と北海道伊達女子高等学校と統合し、北海道伊達高等学校が開校
- 1950年3月27日 - 豊浦分校を開設する。（後に北海道豊浦高等学校として独立するが閉校）
- 1952年4月1日 - 洞爺分校を開設する。（後に北海道洞爺高等学校として独立するが閉校）
- 1992年11月1日 - 創立70周年記念式典を挙行する。
- 2006年4月1日 - 家政科募集停止
- 2008年3月31日 - 家政科閉科
- 2014年 - 北海道虻田高等学校のセンター校（現、地域連携協力校）となる。[7]
- 2021年4月1日 - 北海道伊達緑丘高校と統合し、北海道伊達開来高等学校となる。[8][9]

## 出身者
- 松倉義明(プロボクサー)
- 手風琴（フォークグループ）

- - 鈴木陽
  - 小松幸雄
  - 深川忠義
  - 藤井要一（リーダー）

- 佐藤秀敏（元壮瞥町長）
- 多田憲之（元東映社長）
- 太田岳（デザイナー）
- 藤谷昌敏（元・法務省公安調査庁。安全保障研究者。実業家）
- 井樫彩（映画監督）
- コウイチTV (YouTuber)
- 安宅一夫（研究者）